# Лорд Грей
Лорд Грей (англ. Lord Gray) — дворянский титул в системе Пэрства Шотландии. Он был создан в 1445 году для шотландского дипломата и политика, сэра Эндрю Грея (ок. 1390—1469). В настоящее время носителем титула является Эндрю Кэмпбелл-Грей, 23-й лорд Грей (род. 1964).

## История
Потомок и тёзка сэра Эндрю Грея, 1-го лорда Грея, Эндрю Грей, 7-й лорд Грей (ум. 1663), получил королевский патент на наследование титула, согласно которому, титул лорда Грея должны были унаследовать Уильям Грей, муж его единственной сестры Энн, и его мужские потомки. В случае отсутствия мужских наследников у Уильяма Грея, титул лорда Грея должен был перейти к мужским потомкам его отца сэра Уильяма Грея. В 1663 году Эндрю Грею наследовал его внук, Патрик Грей, 8-й лорд Грей (ум. 1711), сын Уильяма и Энн Грей. В 1707 году Патрик Грей получил королевское разрешение, что титул лорда Грея могут унаследовать Джон Грей, муж его дочери Марджори, и их мужские и женские потомки.
Лорду Грею в 1711 году наследовал его зять Джон Грей, 9-й лорд Грей (ум. 1724). Его правнук, Фрэнсис Грей, 14-й лорд Грей (1765—1842), был шотландским пэром-представителем в Палате лордов с 1812 по 1842 год. Его сын, Джон Грей, 15-й лорд Грей (1798—1867), также заседал в Палате лордов в качестве шотландского пэра-представителя (1842—1867). В 1868 году после смерти бездетного Джона Грея титул унаследовала, согласно патенту 1707 года, его сестра Маделина Грей, 16-я леди Грей (1799—1869). Она не была замужем, и после её смерти титул перешел к её племяннице, Маргарет Мюррей, 17-й леди Грей (1821—1878). После её смерти в 1878 году титул унаследовал её двоюродный брат, Джон Стюарт, 14-й граф Моррей (1816—1895), который стал 18-м лордом Греем. Он был потомком достопочтенной Джин Грей, старшей дочери Джона Грея, 11-го лорда Грея.
В 1895 году после смерти Джона Стюарта титулы графа Морея и лорда Грея были разделены. Титул графа Морея унаследовал его двоюродный брат, Эдмунд Арчибальд Стюарт, 15-й граф Морей (1840—1901). В соответствии с решением Комитета по привилегия Палаты лордов, титул лорда Грея получила Эвелин Смит (1841—1918), дочь леди Джейн Паунден, дочери Фрэнсиса Стюарта, 10-го графа Морея. В 1897 году леди Грей и её муж Джеймс Макларен Смит получили королевскую лицензию на дополнительную фамилию «Грей». В 1919 году после смерти её сына, Джеймса Макларена Стюарта Грея, 20-го лорда Грея (1864—1919), титул перешел к его сестре Этель Эвелин Кэмпбелл (1866—1945), жена Генри Тафнелла Кэмпбелла, которая в 1920 году получила королевское разрешение на дополнительную фамилию «Грей».
По состоянию на 2023 год носителем титула являлся её правнук, Эндрю Кэмпбелл-Грей, 23-й лорд Грей (род. 1964), который сменил своего отца в 2003 году.

## Лорды Грей (1445)
- 1445—1469: Эндрю Грей, 1-й лорд Грей (1390—1469), единственный сын сэра Эндрю Грея (ум. 1445)
- 1469—1514: Эндрю Грей, 2-й лорд Грей (ум. февраль 1514), сын Патрика Грея, мастера Грея (ум. 1463/1464), внук предыдущего
- 1514—1541: Патрик Грэй, 3-й лорд Грей (ум. апрель 1541), сын предыдущего от первого брака
- 1541—1584: Патрик Грэй, 4-й лорд Грей (ум. 1584), единственный сын Гилберта Грея (ум. до 1541), племянник предыдущего
- 1584—1608: Патрик Грэй, 5-й лорд Грей (1538—1608), старший сын предыдущего
- 1608—1611: Патрик Грэй, 6-й лорд Грей (ум. 4 сентября 1611), единственный сын предыдущего
- 1611—1663: Эндрю Грей, 7-й лорд Грей (ум. 1663), единственный сын предыдущего
- 1663—1711: Патрик Грэй, 8-й лорд Грей (ум. январь 1711), единственный сын Энн Грей и Уильяма Грея, мастера Грея (ум. 1660), племянник предыдущего
- 1711—1724: Джон Грей, 9-й лорд Грей (ум. 10 января 1724), сын Джона Грея и муж Марджори Грей, дочери Патрика Грея, 8-го лорда Грея
- 1724—1738: Джон Грей, 10-й лорд Грей (1683 — 15 декабря 1738), единственный сын Марджори Грей и Джона Грея, 9-го лорда Грея
- 1738—1782: Джон Грей, 11-й лорд Грей (11 апреля 1716 — 28 августа 1782), единственный сын предыдущего
- 1782—1786: Чарльз Грей, 12-й лорд Грей (1752 — 18 декабря 1786), третий сын предыдущего
- 1786—1807: Уильям Джон Грей, 13-й лорд Грей (1754 — 12 декабря 1807), младший брат предыдущего
- 1807—1842: Фрэнсис Грей, 14-й лорд Грей (1 сентября 1765 — 20 августа 1842), младший брат предыдущего
- 1842—1867: Джон Грей, 15-й лорд Грей (12 мая 1798 — 31 января 1867), единственный сын предыдущего
- 1867—1869: Маделина Грей, 16-я леди Грей (11 ноября 1799 — 20 февраля 1869), младшая сестра предыдущего
- 1869—1878: Маргарет Мюррей, 17-я леди Грей (1821—1878), дочь Джона Гранта (1798—1873) и Маргарет Грей (1800—1822), племянница предыдущей, жена достопочтенного Дэвида Генри Мюррея (1811—1862)
- 1878—1895: Джордж Филипп Стюарт, 14-й граф Морей, 18-й лорд Грей (14 августа 1816 — 16 марта 1895), сын Фрэнсиса Стюарта, 10-го графа Морея, кузен предыдущей
- 1895—1918: Эвелин Смит-Грей, 19-я леди Грей (3 мая 1841 — 24 декабря 1918), единственная дочь леди Джейн Стюарт (ум. 1880) и Джереми Лонсдейла Паундена (ум. 1887), внучка Фрэнсиса Стюарта, 10-го графа Морея
- 1918—1919: Джеймс Макларен Стюарт Грей, 20-й лорд Грей (4 июня 1864 — 2 мая 1919), старший сын предыдущей и Джеймса Макларена Смита-Грея (ум. 1900)
- 1919—1946: Этель Эвелин Грей-Кэмпбелл, 21-я леди Грей (16 января 1866 — 2 октября 1946), младшая сестра предыдущего, жена Генри Тафнелла Грея-Кэмпбелла (ум. 1945)
- 1947—2003: Ангус Диармид Иэн Кэмпбелл-Грей, 22-й лорд Грей (3 июля 1931 — 29 апреля 2003), сын майора Лидсея Стюарта Кэмпбелла-Грея, мастера Грея (1894—1945), старшего сына предыдущей
- 2003 — настоящее время: Эндрю Годфри Диармид Стюарт Кэмпбелл-Грей, 23-й лорд Грей (род. 3 сентября 1964), старший сын предыдущего
  - Наследник титула: Александр Годфри Эдвард Диармид Кэмпбелл-Грей, мастер Грей (род. 1996), сын предыдущего.